# Возіанов Віталій Федорович
Віталій Федорович Возіанов (9 січня 1935) — український журналіст. Член Спілки журналістів СРСР. Директор інформаційного агентства «Укрінформ» (1992—1997).

## Життєпис
Народився 9 січня 1935 року в селі Молочанськ, Токмакського району Запорізької області, в сім'ї службовців. Після смерті батька сім'я жила в селі Димер Київської області. У 1957 році закінчив історико-філософський факультет Київського державного університету імені Тараса Шевченка.
Працював за направленням у районній газеті «Вперед» у Ровеньках Ворошиловградської області, згодом — у редакції Ворошиловградської обласної газети «Прапор перемоги». З 1960 року в Києві вів військово-спортивний відділ редакції республіканської газети «Молодь України», через рік очолив військово-спортивний відділ у редакції «Київський комсомолець».
Працював у відділі агітації та пропаганди ЦК ЛКСМУ. У 1965 році очолив видавництво ЦК ЛКСМУ «Молодь». 17 років працював в ЦК Компартії України: завідував сектором видавництв і поліграфії відділу пропаганди і агітації; був консультантом та заступником завідувача відділу пропаганди і агітації ЦК КПУ, заступником головного редактора журналу «Комуніст України».
З 20 листопада 1989 року — перший заступник директора Радіо-телеграфного агентства України (РАТАУ)
У 1992 році виконував обов'язки директора вже перейменованого агентства «Укрінформ», а з лютого 1993 року був призначений директором. На цій посаді він залишався до виходу на пенсію — 29 травня 1997 року.

## Нагороди та відзнаки
- Орден Трудового Червоного Прапора (1976)
- Два ордени «Знак Пошани» (1971 і 1980),
- медаль «Ветеран праці» (1983).